# トゥーキー県
トゥーキー県（トゥーキーけん、ベトナム語：Huyện Tứ Kỳ / 縣四岐?）は、ベトナム社会主義共和国ハイズオン省の県である。ハイズオン市のすぐ南東に位置する。面積は165.32km²、人口は152,541人（2018年）である。